# تام مک‌آردل
تام مک‌آردل (انگلیسی: Tom McArdle) تدوین‌گر اهل ایالات متحده آمریکا است.

## تدوین‌گر
- What They Had (۲۰۱۸)
- مارشال (۲۰۱۷)
- اسپات‌لایت (۲۰۱۵)
- پینه‌دوز (۲۰۱۴)
- God's Pocket (۲۰۱۴)
- In a World... (۲۰۱۳)
- Hello I Must Be Going (۲۰۱۲)
- بازی برد-برد (۲۰۱۱)
- استاد دائمی (۲۰۰۸)
- در میان هیچ‌کجا (۲۰۰۸)
- بازدیدکننده (۲۰۰۷)
- معمار (۲۰۰۶)
- Duane Hopwood (۲۰۰۵)
- Killer Diller (۲۰۰۴)
- مأمور ایستگاه (۲۰۰۳)
- Lone Hero (۲۰۰۲)
- Whipped (۲۰۰۰)
- Poor White Trash (۲۰۰۰)
- Loving Jezebel (۱۹۹۹)
- Star Maps (۱۹۹۷)
- Twisted (۱۹۹۶)
- Laws of Gravity (1992)

## جشنواره‌ها
| سال  | جایزه                                 | رده                                            | نتیجه    | اثر نامزدشده |
| ---- | ------------------------------------- | ---------------------------------------------- | -------- | ------------ |
| ۲۰۱۶ | جایزه اسکار                           | جایزه اسکار بهترین تدوین                       | نامزدشده | اسپات‌لایت    |
| ۲۰۱۶ | اتحادیه زنان روزنامه‌نگار سینمایی      | بهترین تدوین                                   | نامزدشده | اسپات‌لایت    |
| ۲۰۱۶ | جایزه گزینش منتقدان فیلم              | جایزه سینمایی انتخاب منتقدان برای بهترین تدوین | نامزدشده | اسپات‌لایت    |
| ۲۰۱۶ | Central Ohio Film Critics Association | بهترین تدوین                                   | نامزدشده | اسپات‌لایت    |
| ۲۰۱۶ | جایزه ایندیپندنت اسپیریت              | بهترین تدوین                                   | برنده    | اسپات‌لایت    |
| ۲۰۱۵ | انجمن منتقدان فیلم بوستون             | بهترین تدوین                                   | دوم      | اسپات‌لایت    |
| ۲۰۱۵ | IPC Award                             | بهترین تدوین                                   | سوم      | اسپات‌لایت    |
| ۲۰۱۵ | Phoenix Film Critics Society          | بهترین تدوین                                   | نامزدشده | اسپات‌لایت    |
| ۲۰۱۵ | انجمن منتقدان فیلم سنت لوئیس          | بهترین تدوین                                   | نامزدشده | اسپات‌لایت    |
| ۱۹۹۸ | Williamsburg Brooklyn Film Festival   | بهترین تدوین                                   | برنده    | Paranoia     |